# Jan Poděbradský
Jan Poděbradský (ur. 1 marca 1974 w Pradze) – czeski lekkoatleta wieloboista i sprinter, halowy mistrz Europy z 2000.

## Osiągnięcia sportowe
Początkowo specjalizował się w dziesięcioboju. Zajął 13. miejsce w tej konkurencji na mistrzostwach Europy juniorów w 1991 w Salonikach, a na kolejnych mistrzostwach Europy juniorów w 1993 w San Sebastián wywalczył w niej srebrny medal. Startując w konkurencji seniorów zajął 15. miejsce w dziesięcioboju na mistrzostwach świata w 1995 w Göteborgu.
Później startował głównie w biegu na 400 metrów. Odpadł w eliminacjach tej konkurencji na mistrzostwach świata w 1997 w Atenach oraz w półfinale na halowych mistrzostwach Europy w 1998 w Walencji. Zajął 2. miejsce w biegu na 400 metrów i 4. miejsce w biegu na 400 metrów przez płotki w zawodach Superligi Pucharu Europy w 1998 w Petersburgu. Na mistrzostwach Europy w 1998 w Budapeszcie zajął 7. miejsce w sztafecie 4 × 400 metrów i odpadł w półfinale biegu na 400 metrów.
Zwyciężył w sztafecie 4 × 400 metrów (która biegła w składzie: Jiří Mužík, Poděbradský, Štěpán Tesařík i Karel Bláha) na halowych mistrzostwach Europy w 2000 w Gandawie.
Był mistrzem Czech w biegu na 400 metrów w 1996 i 1998, w sztafecie 4 × 400 metrów w latach 1994–1997 oraz w dziesięcioboju w 2002 i 2004, wicemistrzem w sztafecie 4 × 100 metrów w 1994 i w dziesięcioboju w 1996 oraz brązowym medalistą w dziesięcioboju w 1993. Był również halowym mistrzem Czech w biegu na 400 metrów w 1998, w sztafecie 4 × 200 metrów w 1998 oraz w siedmioboju w 1995 i 1997, wicemistrzem w siedmioboju w 1994, a także brązowym medalistą w biegu na 400 metrów w 2000 i 2002 oraz w biegu na 50 metrów przez płotki w 1995.
Był rekordzistą Czech w sztafecie z czasem 3:03,05, ustanowionym 8 czerwca 1997 w Pradze, który przetrwał do 2012.

## Rekordy życiowe
Rekordy życiowe Poděbradskiego:
- bieg na 400 metrów – 45,92 s (20 czerwca 1998, Praga)
- bieg na 400 metrów (hala) – 46,78 s (15 lutego 1998, Praga)
- bieg na 400 metrów przez płotki – 49,62 s (8 maja 2004, Liberec)
- dziesięciobój – 8314 pkt (4 czerwca 2000, Arles)
- siedmiobój (hala) – 5928 pkt (10 lutego 2002, Praga)